# Maria Teresa de Borbó i Parma
Maria Teresa de Borbó i Parma (París, 28 de juliol de 1933 – París, 26 de març de 2020) va ser una aristòcrata franco-espanyola, membre d'una branca cadet de la Família Reial espanyola. Va destacar com a activista política socialista i es va guanyar el sobrenom de «Princesa roja». Va militaral Partit Carlista que dirigia el seu germà Carles Hug durant els últims anys del franquisme i l'inici de la Transició espanyola. És la primera persona de la reialesa que va morir per la COVID-19.

## Biografia
Va néixer el 28 de juliol de 1933 a París i va tenir com a pare a Francesc Xavier de Borbó i Parma, i com a mare a Maria Magdalena de Borbó i Busset.
Va créixer a l'antic castell de Bostz, Besson, a la província històrica francesa del Borbonès. Després de cursar els seus estudis secundaris a la ciutat de Quebec i Tours, va obtenir un doctorat en estudis hispans a la Universitat París-La Sorbona i un altre doctorat en sociologia política a la Universitat Complutense de Madrid; va ser professora en ambdues universitats. També va estudiar la religió musulmana i com es relaciona amb els drets de les dones. Va lluitar pels drets de les dones des de la seva vessant d'activista socialista.
A les dècades de 1960 i 1970 va recolzar al seu germà Carles Hug en la lluita perquè el Partit Carlista es fes progressista. Les seves arrels i punts de vista van atreure a moltes personalitats, la qual cosa la va portar a conèixer a André Malraux, François Mitterrand, Iàssir Arafat i Hugo Chávez, i li va valer el sobrenom de «Princesa roja».

## Mort
Va ser la primera membre d'una família reial a morir per la malaltia de la COVID-19 arran de la pandèmia per coronavirus de 2019-2020. Va morir el 26 de març de 2020, als 86 anys. El seu germà Sixt Enric va donar la notícia a través de les xarxes socials i un sacerdot de la Fraternitat Sacerdotal Sant Pius X va celebrar un funeral privat per a ella a Madrid el 27 de març de 2020. Va ser cosina llunyana del rei d'Espanya, Felip VI.

## Obres
- El momento actual español, cargado de utopía (en castellà), 1977. ISBN 9788422902164.
- La clarificación ideológica del partido Carlista (en castellà), 1979. ISBN 9788485596027.
- Cambios en México (en castellà), 1990. ISBN 9788430918591.
- Magreb: Nuestro poniente proximo (en castellà), 1994. ISBN 9788476833308.
- Don Javier: una vida al servicio de la libertad (en castellà), 1997. ISBN 9788401530180.
- Desde Tánger (en castellà), 1999. ISBN 9788483740774.
- Así fueron, así son (en castellà), 2009. ISBN 9788408088967.